# Vallabhbhai Patel
Vallabhbhai Jhaverbhai Patel (31 de outubro de 1875  – 15 de dezembro de 1950), conhecido como Sardar Vallabhbhai Patel, foi o primeiro vice-primeiro-ministro da Índia. Ele foi um advogado e estadista indiano, um líder sênior do Congresso Nacional Indiano e um dos fundadores da República da Índia, que desempenhou um papel de liderança na luta do país pela independência e orientou sua integração em uma nação unida e independente. Na Índia e em outros lugares, ele era frequentemente chamado Sardar, "chefe" em hindi, urdu e persa. Ele atuou como Supremo Comandante do Exército indiano durante a integração política da Índia e da Guerra Indo-Paquistanesa de 1947.
Patel nasceu e cresceu no interior de Guzerate. Ele era um advogado de sucesso. Posteriormente, ele organizou camponeses de Queda, Borsade e Bardoli em Guzerate em desobediência civil não-violenta contra o Raj britânico, tornando-se um dos líderes mais influentes em Guzerate. Ele subiu para a liderança do Congresso Nacional Indiano, organizando o partido para as eleições em 1934 e 1937, promovendo o Movimento Quit India.
Como primeiro Ministro do Interior e Vice-Primeiro Ministro da Índia, Patel organizou esforços de socorro para refugiados que fugiam de Punjabe e Déli, e trabalhava para restaurar a paz. Ele liderou a tarefa de forjar uma Índia unida, integrando com sucesso na recém-independente nação aquelas províncias coloniais britânicas que haviam sido "alocadas" para a Índia. Além daquelas províncias que estiveram sob domínio britânico direto, aproximadamente 565 Estados principescos autônomos haviam sido libertados da suserania britânica pelo Ato de Independência da Índia de 1947. Força militar ameaçadora, Patel persuadiu quase todos os estados principescos a aderir à Índia. Seu compromisso com a integração nacional no país recém-independente foi total e intransigente, o que lhe valeu o apelido de "Homem de Ferro da Índia". Ele também é lembrado como o "santo padroeiro dos funcionários públicos da Índia" por ter estabelecido o moderno sistema de serviços da Índia. Ele também é chamado de "Unificador da Índia".
Em 2014, o Governo da Índia introduziu uma comemoração de Patel, realizada anualmente em seu aniversário, 31 de outubro, e conhecido como Rashtriya Ekta Diwas (Dia Nacional da Unidade). Em 2018, um monumento denominado Estátua da Unidade foi dedicado a Vallabhbhai Patel, no estado indiano de Guzerate. Está localizado de frente para a Barragem de Narmada, à 3,2 km de distância, na ilha fluvial chamada Sadhu Bet, perto de Rajpipla, em Guzerate. Esta Estátua da Unidade é a estátua mais alta do mundo, com a altura de 182 metros.